# Anselmo López Martín
Anselmo López Martín (5 de mayo de 1910, Velayos, Castilla y León - 14 de diciembre de 2004, Madrid), jugador y entrenador español de baloncesto.
Fue jugador del Español en la década de 1930. Como entrenador logró con este equipo el título nacional en 1941. Llegó al Real Madrid en 1943 y se mantuvo en el cargo dos temporadas y media. Fue seleccionador nacional, ocupó la presidencia de la FEB y llegó a ser director de Solidaridad Olímpica y secretario general de la Delegación Nacional de Deportes.
En octubre de 2021 fue incluido como contribuidor en el Hall of Fame del Baloncesto Español en la promoción de 2019.